# Аровский сельсовет
Аровский сельсовет — муниципальное образование в Чишминском районе Башкортостана.
Согласно «Закону о границах, статусе и административных центрах муниципальных образований в Республике Башкортостан» имеет статус сельского поселения.
Закон Республики Башкортостан «Об изменениях в административно-территориальном устройстве
Республики Башкортостан, изменениях границ и преобразованиях муниципальных образований в Республике Башкортостан», ст. 1, ч.189 (часть сто восемьдесят девятая введена Законом РБ от 21.06.2006 г. № 329-з)   гласит:

Изменить границы Аровского и Алкинского сельсоветов Чишминского района согласно представленной схематической карте, передав деревни разъезда Ключарево, Бочкаревка, Новомихайловка Аровского сельсовета Чишминского района в состав территории Алкинского сельсовета Чишминского района. 
— gsrb.ru/MainLeftMenu/ZakonoTvorch/Zakoni/125-2004.php
.

## Состав
д. Арово,
д. Боголюбовка,
д. Дёма,
с. Кляшево,
д. Марусино,
д. Новый Беркадак,
с. Черниговка.

## Население
| 2002  | 2009  | 2010  | 2012  | 2013  | 2014  | 2015  |
| ----- | ----- | ----- | ----- | ----- | ----- | ----- |
| 1499  | ↘1446 | ↘1394 | ↗1453 | ↗1480 | ↗1525 | ↗1555 |
| 2016  | 2017  | 2018  |       |       |       |       |
| ↗1568 | ↗1595 | ↗1635 |       |       |       |       |